# Nicotiana cutleri
Nicotiana cutleri ist eine Pflanzenart aus der Gattung Tabak (Nicotiana) aus der Familie der Nachtschattengewächse (Solanaceae). Die Art ist in Bolivien verbreitet.

## Beschreibung
Nicotiana cutleri ist eine 40 bis 60 cm hohe, krautige Pflanze. Die Stängel sind drehrund und mit ein bis zwei schwachen Furchen versehen. Sie sind mit kurzstieligen, drüsigen und nichtdrüsigen Trichomen feinfilzig behaart. Die Blattspreite ist häutig, herzförmig, etwa 15 cm lang und 8 cm breit. Nach vorn sind sie abgestumpft, die Basis der unteren Laubblätter ist herzförmig, die Laubblätter nahe den Blütenständen sind an der Basis abgestumpft. Der Blattrand ist nahezu ganzrandig bis wellig. Auf jeder Seite der Mittelachse stehen etwa 6 Nebenadern. Die Blattflächen sind verkahlend bis fein behaart, die Adern sind feinflaumig behaart. Die Blattstiele sind ungeflügelt, 4 bis 5 cm lang und behaart.
Die Blütenstände sind schmal thyrsenförmig und vielblütig. Sie stehen an einem kräftigen Blütenstandsstiel, der zur Spitze hin schlank und gewinkelt wird und 20 bis 40 cm lang ist. Die basalen Verzweigungen sind von reduzierten Blättern begleitet, die oberen Verzweigungen sind nicht von Tragblättern oder von schmalen, behaarten Tragblättern begleitet. Die Blütenstiele sind bis zu 5 mm lang und feinfilzig behaart.
Der Kelch ist 6 mm lang, röhrig-glockenförmig und mit fünf schmalen, dreieckigen Zähnen besetzt. Die Außenseite ist feinfilzig behaart, die Innenseite ist nur schwach flaumhaarig. Die Krone ist gelb-grünlich, urnenförmig-röhrig, 17 mm lang, 6 mm breit und gerade. Der Kronschlund ist zylindrisch bis elliptisch, an Basis und Spitze stark verjüngt. Der Kronsaum ist mit fünf geschwungenen, etwa 2 mm langen Lappen besetzt, die auf der Außenseite bis auf wenige Haare an den Spitzen unbehaart sind. Die Innenseite ist vollständig unbehaart.
Die fünf Staubblätter stehen nicht über die Krone hinaus, sie setzen 3 mm oberhalb der Basis der Kronröhre an. Die Staubfäden sind 12 mm lang, die unteren 4 bis 5 mm sind verdickt und langfilzig behaart, die oberen 2/3 sind unbehaart und schlank. Die Staubbeutel stehen in einer Gruppe kurz unterhalb der Kronöffnung, sind 3 mm lang und eiförmig. Der Fruchtknoten ist schmal eiförmig, 3 mm lang, der Griffel ist zylindrisch, die oberen 6 mm sind fein behaart. Die Narbe ist abgeflacht und leicht zweilappig.

## Vorkommen
Die Art kommt in Bolivien vor und wächst dort in Höhenlagen um 200 m auf Lehmböden an Flussufern.